# نور حسن حسين عدي
نور حسن حسين عدي (بالصومالية: Nuur Xasan Xuseen Cadde)‏ (و.16 فبراير 1937 - 1 أبريل 2020)، المعروف شعبيًا باسم نور عدي، سياسي صومالي، شغل منصب رئيس وزراء الصومال من نوفمبر 2007 إلى فبراير 2009.

## وفاته
توفي في لندن في 1 أبريل 2020، بعد إصابته بمرض فيروس كورونا